# Pont de Dieu
Le pont de Dieu (en roumain, « Podul lui Dumnezeu ») est un pont naturel formé par l'effondrement d'une immense caverne karstique dans le plateau de Mehedinți, en Roumanie.
L'ouverture mesure environ 30 mètres de long, ce qui fait du site la plus grande arche naturelle de Roumanie. C’est une structure massive formée par l’empilement de strates de calcaire de 1 à 2 mètres d’épaisseur. Le porche d’aval est dans un bien meilleur état de conservation que celui d'amont. Le pont est traversé par une route nationale et, en 2009, des strates se sont détachées de la voûte en raison des trépidations, mais aussi des précipitations. Des travaux ont dû être entrepris afin de renforcer le pont et la circulation a été restreinte. 

## Légende
Plusieurs légendes entourent la formation de ce pont :
- Selon les anciens, le diable séjournait dans ce lieu et les gens priaient Dieu de les sauver. Alors Dieu frappa de sa main le plafond de la caverne qui s'effondra au-dessus de l'entrée. Le diable réussit cependant à s'échapper en sortant de l'autre côté de la caverne, s'accrochant par les griffes au sommet de la colline qui surplombe la caverne. Il aurait ensuite escaladé un rocher qui porte son nom : Le Rocher du diable[1].
- Une autre légende dit qu'en ce lieu se trouvait un abîme aux eaux troubles, où des créatures étranges se tenaient pour attirer les gens en enfer. Dieu jeta ce pont par-dessus l'abîme pour permettre à saint Nicodème, dont le nom est lié à l'histoire du premier monastère de Valachie, Vodița, de traverser la rivière Tismana, afin qu'il puisse élever sa seconde fondation à la gloire de Dieu, le célèbre monastère de Tismana (1377)[2].

## Galerie

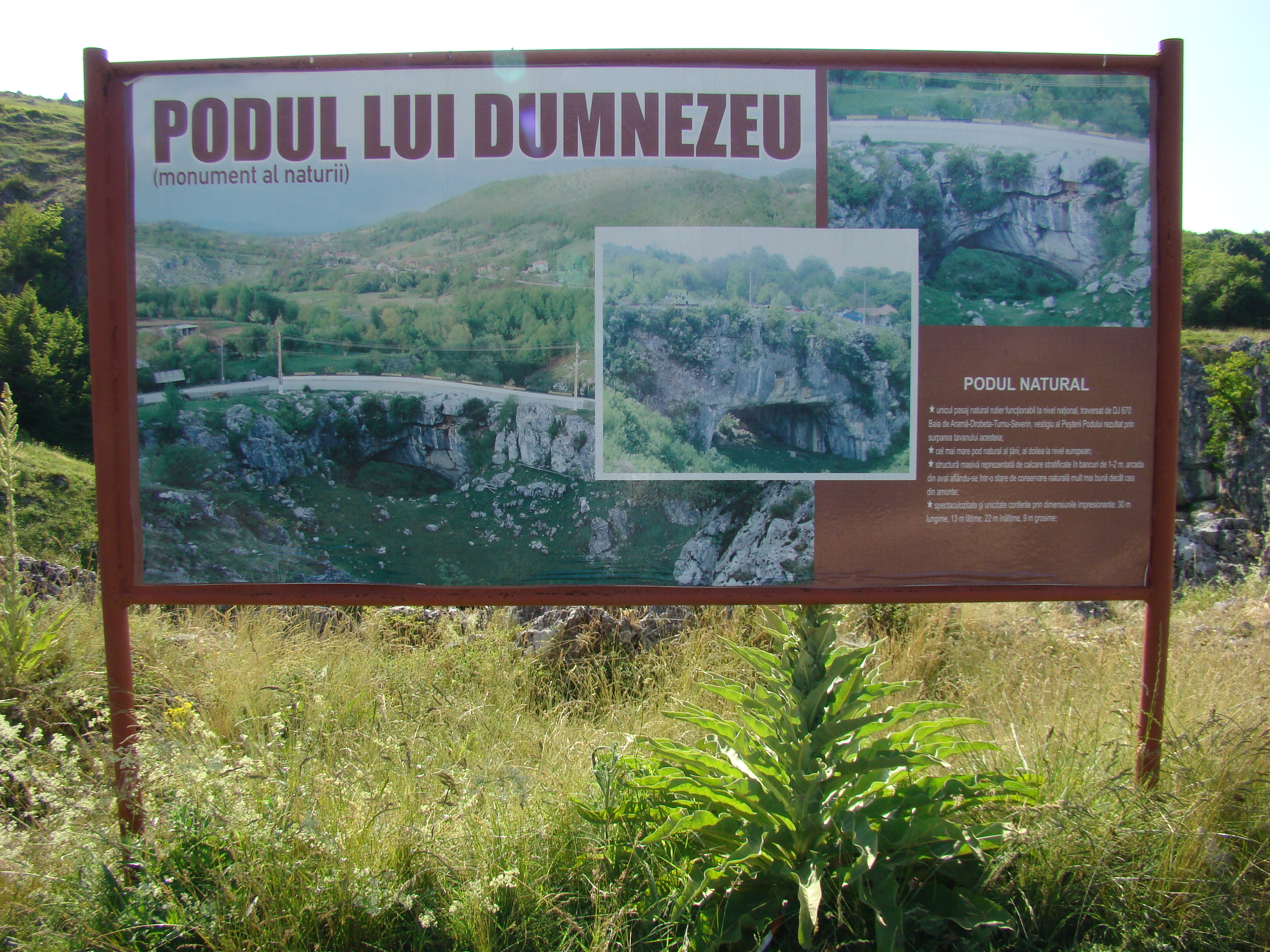
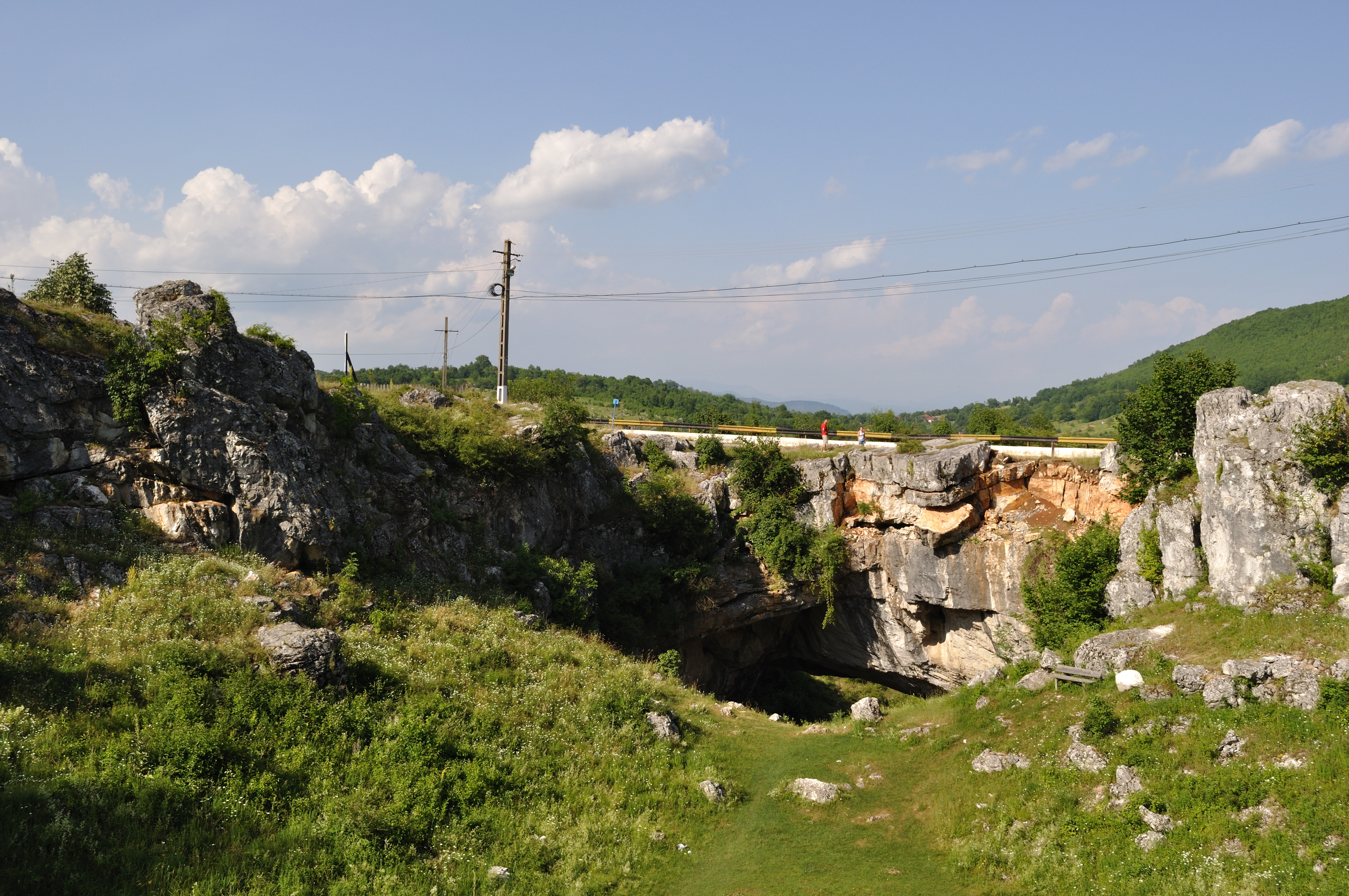
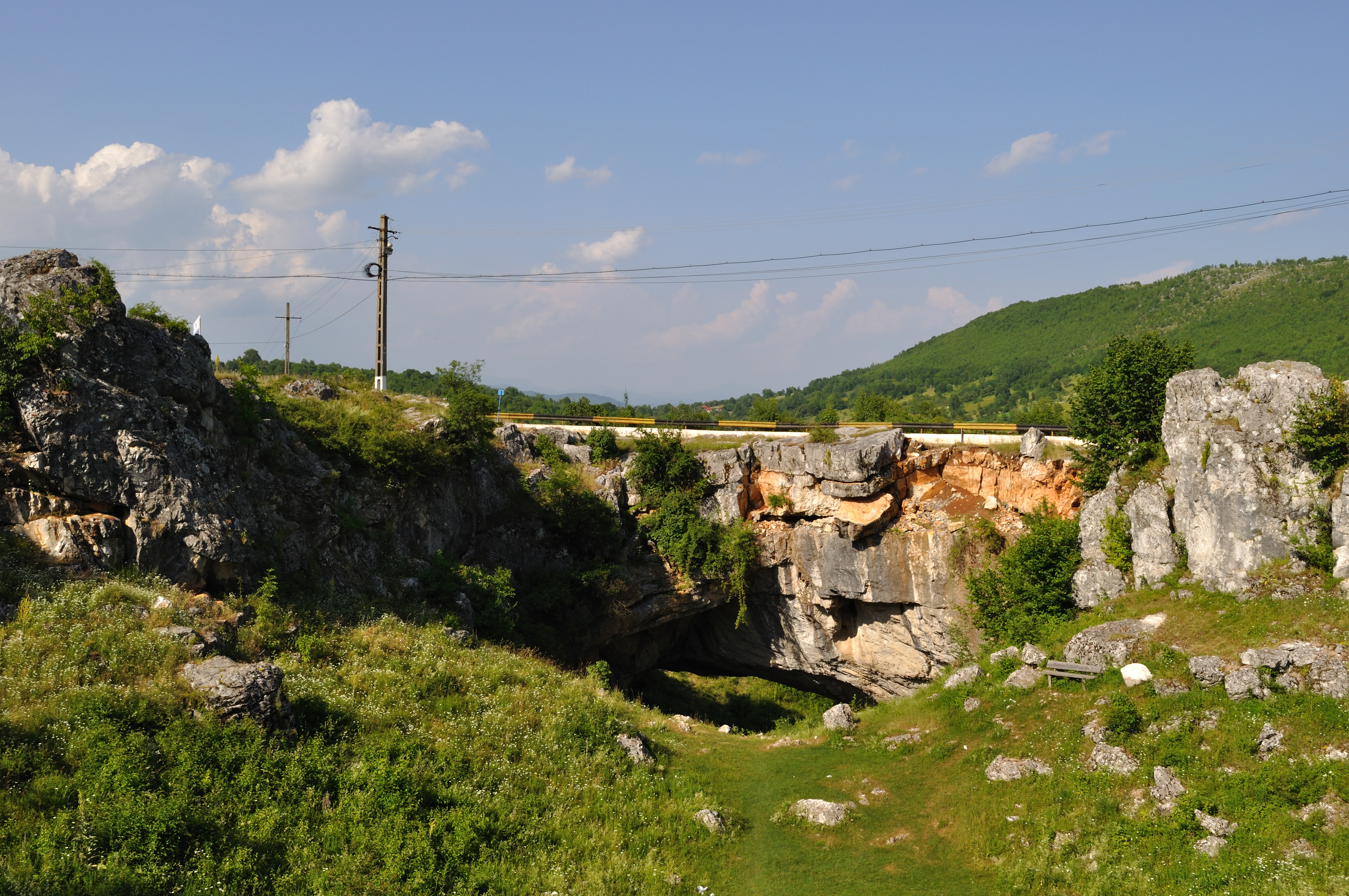
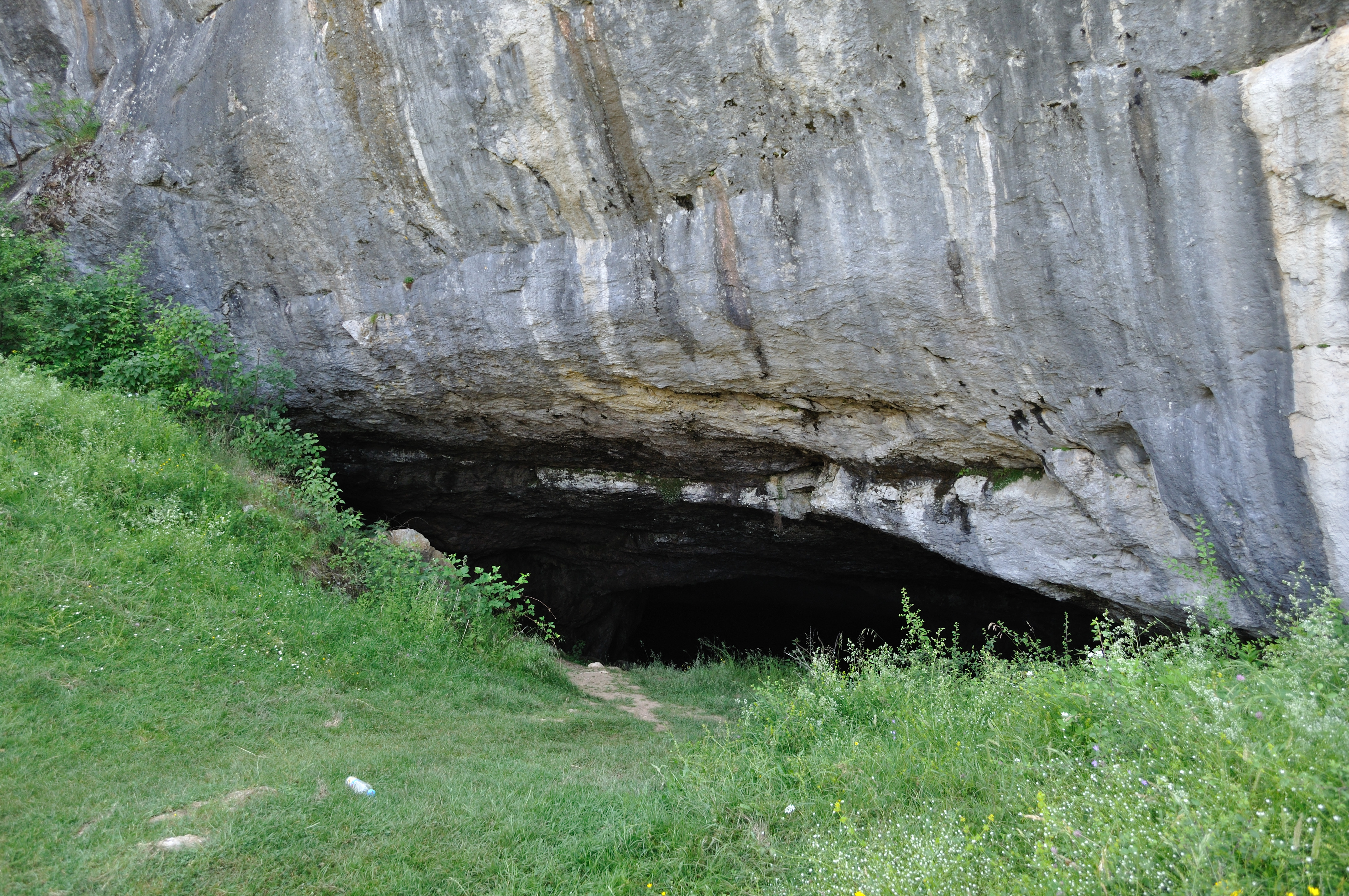